# Baumarkt

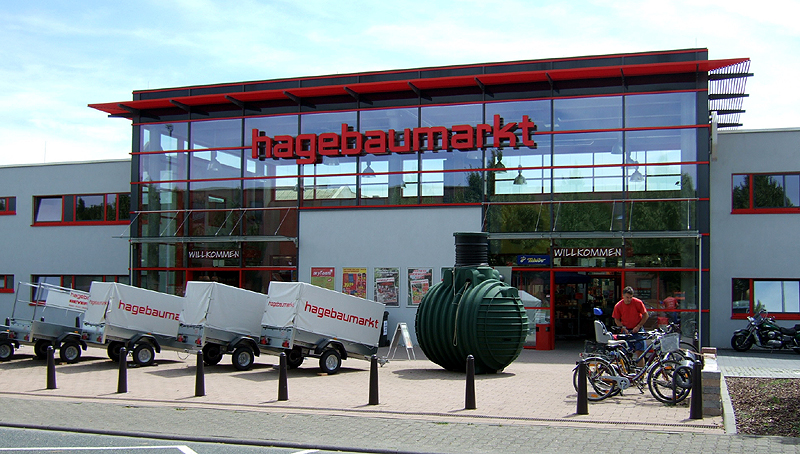
Eingang eines Baumarktes in Deutschland

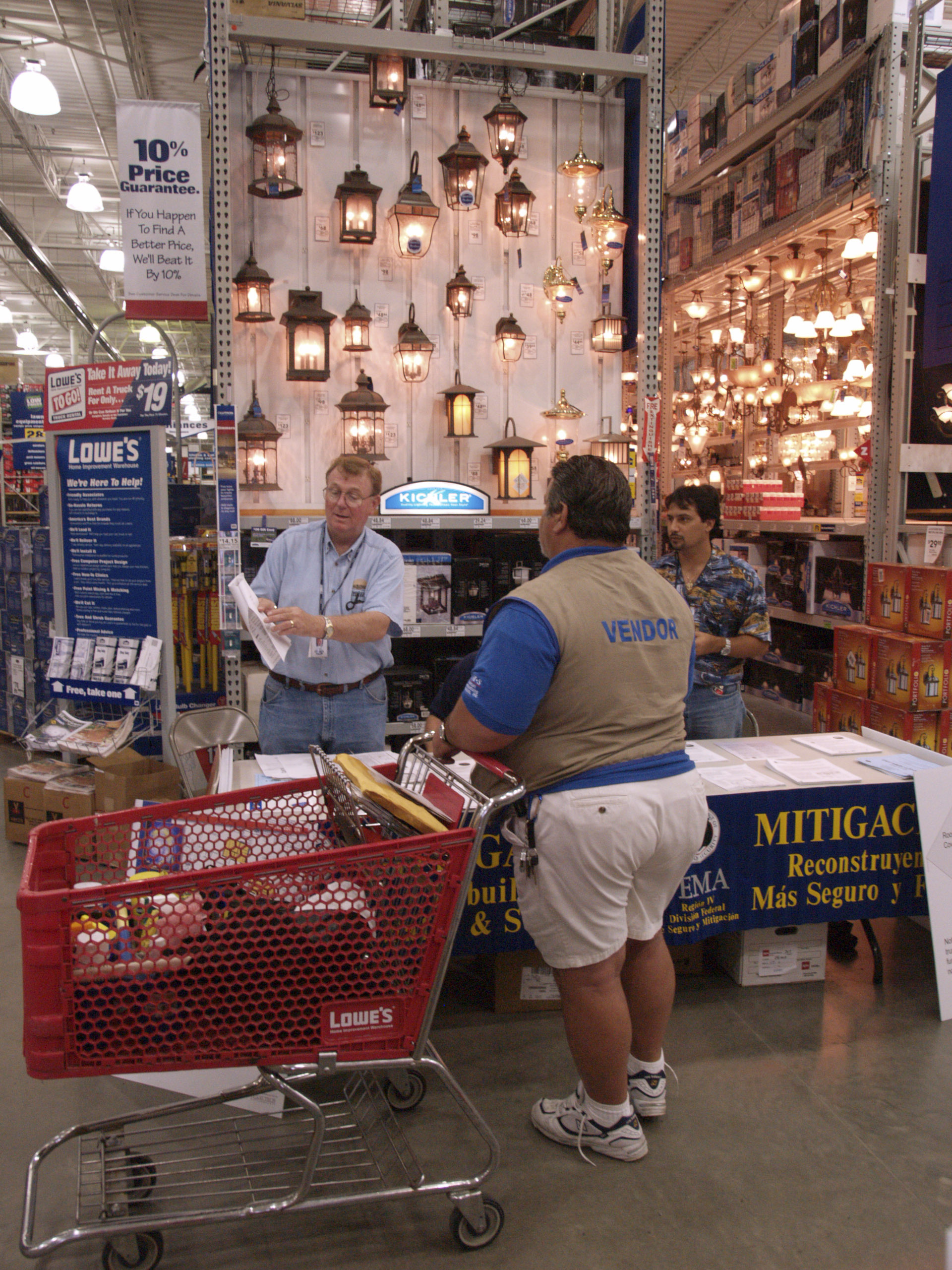
Innenansicht eines Baumarktes in den USA

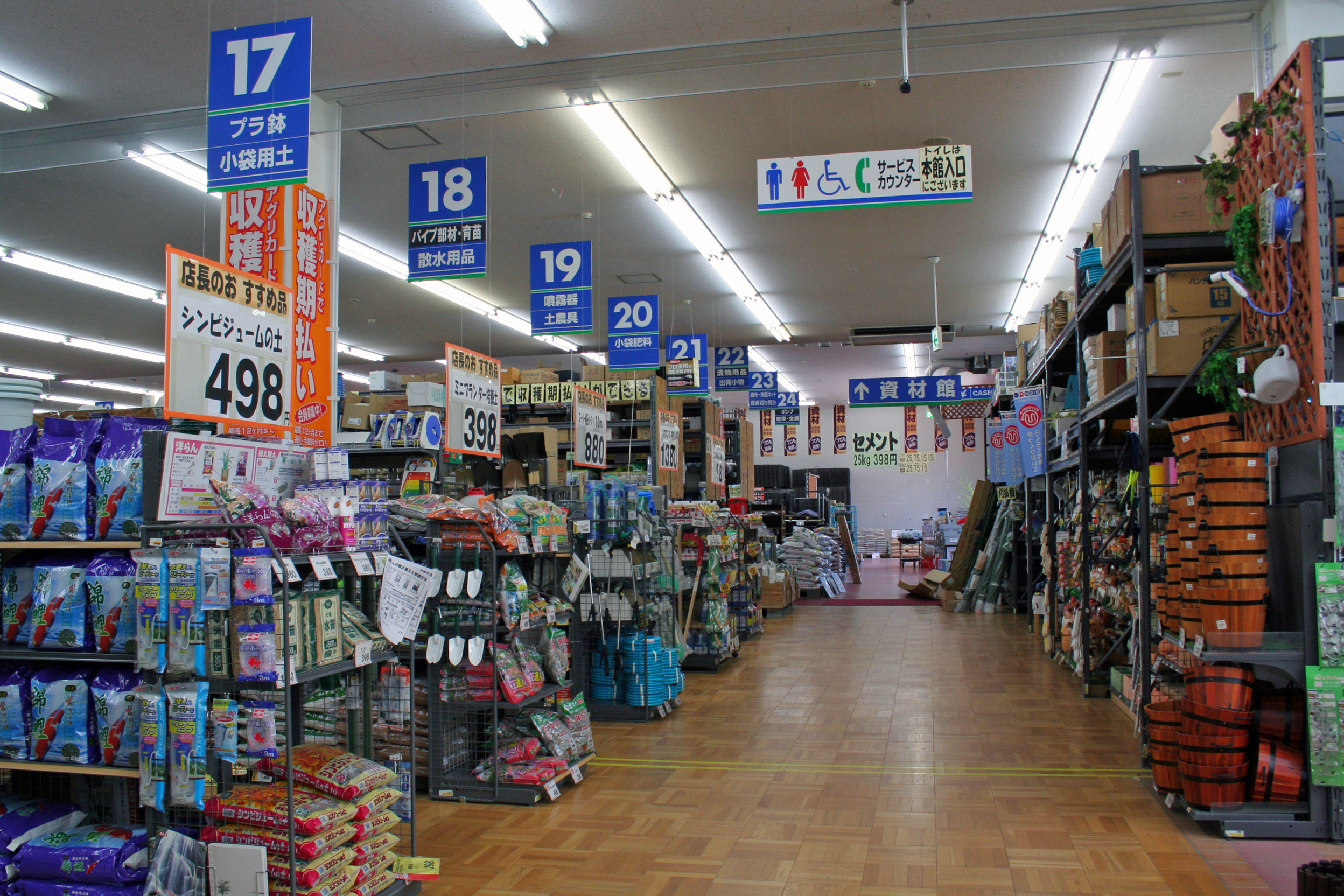
Innenansicht eines Baumarktes in Japan

Ein Baumarkt ist ein großflächiges Einzelhandelsgeschäft, das sich auf Materialien für professionelle Handwerker, aber auch ambitionierte Hobbyheimwerker sowie Freizeitgärtner spezialisiert hat. 
Bis etwa in die 1970er Jahre gab es die Materialien nur in spezialisierten Geschäften
- Werkzeuge, Beschläge, Schrauben und Nägel beim Eisenwarenhändler
- Farben, Lacke und Tapeten im Farbenfachgeschäft
- Holz als Bretter, Dielen, Leisten, Balken oder Pfosten beim Holzhändler oder direkt im Sägewerk
- Baustoffe wie Sand, Kies, Gehwegplatten, Mauersteine oder Ziegel im Baustoffhandel
- Pflanzen und Bäume in einer Gärtnerei oder Baumschule

Baumärkte wurden konzeptionell aus den USA übernommen, wo sie unter der Bezeichnung „Hardware Store“ bekannt sind. Es wird auch häufig von der „DIY-Branche“ (Abkürzung für: Do it yourself) gesprochen.

## Geschichte
Mitte August 1959 eröffnete der Migros-Gründer Gottlieb Duttweiler in Zürich-Albisrieden den ersten Baumarkt der Schweiz unter dem Namen Do it yourself (später: Do it + Garden Migros). Nach dem amerikanischen Vorbild der «Do-it-yourself-Bewegung» wollte Duttweiler den Menschen «vermehrte Möglichkeiten für eine positive Gestaltung der Freizeit» bieten. Ein Jahr später eröffnete Bauhaus, der erste deutsche Baumarkt. Das Unternehmen wurde 1960 von Heinz Georg Baus in Mannheim gegründet. 1968 wurde von Otmar Hornbach in Bornheim (Pfalz) der erste kombinierte Bau- und Gartenmarkt in Deutschland eröffnet.

### Marktsituation heute

#### Europa und weltweit

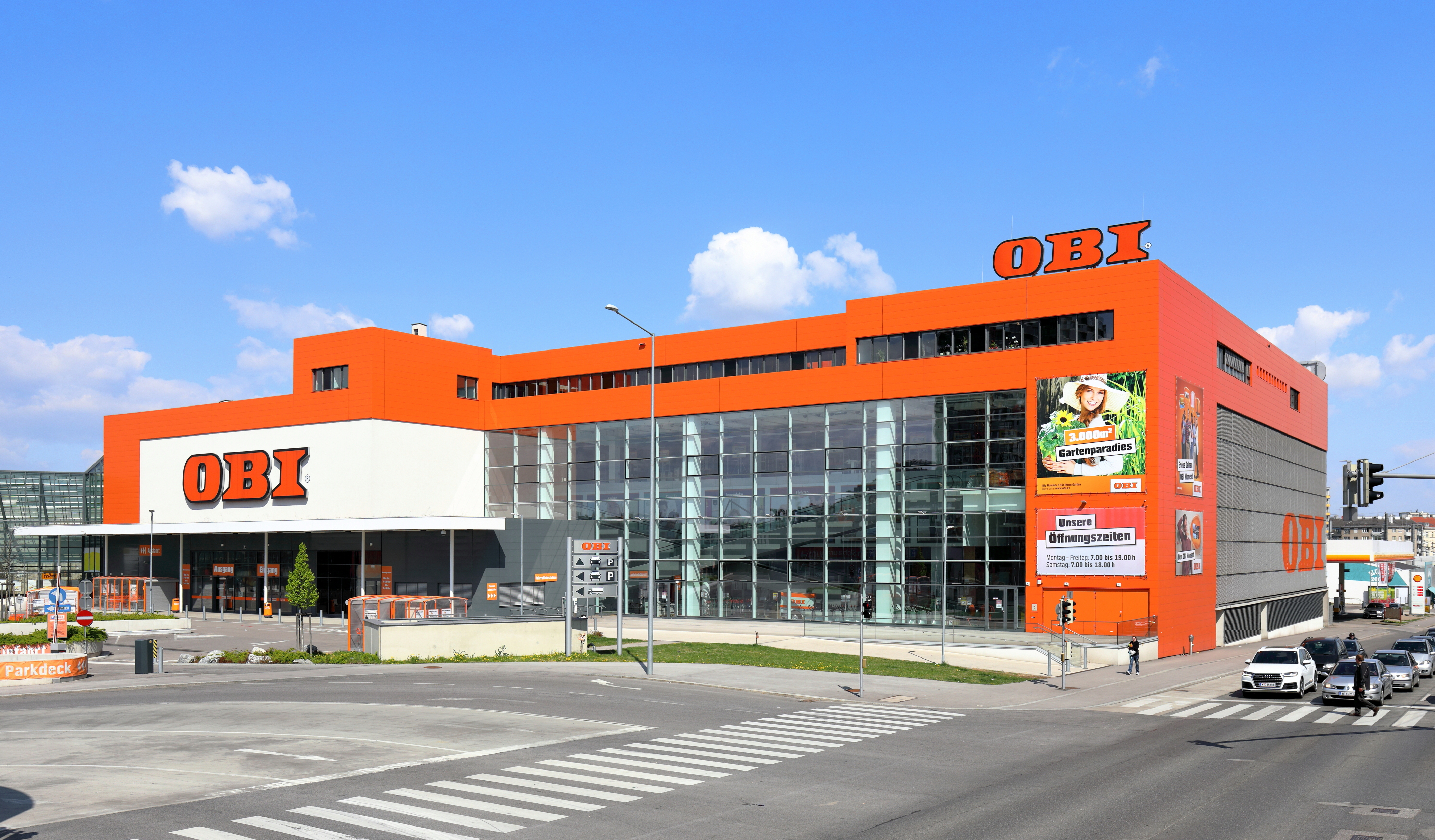
OBI-Baumarkt in Wien-Favoriten mit rd. 10.000 m³ Verkaufsfläche (2014 eröffnet)

2014 wurde in Kiew der mit 105.000 Quadratmetern Verkaufsfläche bis dahin weltweit größte Bau- und Gartenmarkt eröffnet.
Die US-amerikanische The Home Depot Inc. mit Sitz in Atlanta ist der Marktführer in den USA und behauptet von sich, die größte Baumarktkette weltweit zu sein. Ihre größten Wettbewerber auf dem US-Markt sind Lowe’s und Ace Hardware.

#### Deutschland
Nach der Definition des Branchenverbands BHB (Bundesverband Deutscher Heimwerker-, Bau- und Gartenfachmärkte e. V.) muss ein Baumarkt allerdings mindestens 1000 Quadratmeter Verkaufsfläche bieten und über eine bestimmte Warenklassifikation verfügen, um als solcher vom BHB anerkannt zu sein. Nach dieser Definition gab es 2021 in Deutschland 2091 Baumärkte mit einer durchschnittlichen Verkaufsfläche von 13.261 Quadratmetern.
Die schlechte Finanzlage vieler Baumärkte, eine mangelhafte Marktpositionierung und der starke Preiskampf setzen die Branche unter Druck. Eine Studie der Wirtschaftsprüfungsgesellschaft Ernst & Young prognostizierte bereits 2005, dass von den damals 14 großen Baumarktketten im Jahr 2015 abhängig von der Wahl ihrer zukünftigen Strategie im besten Fall sieben, im schlechteren Fall nur drei Unternehmen übrig blieben. Angesichts der Insolvenz des Baumarkt-Konzerns Praktiker im Jahr 2013 und dem damit verbundenen nahezu gleichzeitigen Verschwinden von drei Baumarktketten (Praktiker, Max Bahr und extra Bau+Hobby) traf diese Prognose zumindest teilweise tatsächlich ein.
2007 übernahm die Rewe-Kette sämtliche Marktkauf-Baumärkte und wandelte diese in Toom- oder B1-Baumärkte um.
Die größten Baumärkte in Deutschland waren 2022 Obi, Bauhaus, Hornbach, die Rewe-Group mit Toom und B1, Hagebau, sowie Globus. Sie erreichten zusammen einen Umsatz von 20,2 Mrd. Euro (Stand: 2022).
| Unternehmen                                                             | Sitz             | Umsatz 2022 in Deutschland brutto |
| ----------------------------------------------------------------------- | ---------------- | --------------------------------- |
| Obi (zur Unternehmensgruppe Tengelmann mit Sitz in Mülheim an der Ruhr) | Wermelskirchen   | 4.400 Mio. Euro                   |
| Bauhaus                                                                 | Belp (Schweiz)   | 4.400 Mio. Euro                   |
| Hornbach                                                                | Bornheim (Pfalz) | 3.390 Mio. Euro                   |
| Toom Baumarkt (mit B1 Discount Baumarkt) (zur Rewe Group)               | Köln-Porz        | 3.145 Mio. Euro                   |
| Hagebau mit hagebaumarkt, WERKERS WELT und Floraland                    | Soltau           | 2.948 Mio. Euro                   |
| Globus                                                                  | St. Wendel       | 1.934 Mio. Euro                   |
| Eurobaustoff Handelsgesellschaft (i&M Bauzentrum)                       | Karlsruhe        | 1.647 Mio. Euro                   |
| Bauvista                                                                | Lage             | 1.050 Mio. Euro                   |
| Hellweg (Baumarkt)                                                      | Dortmund         | 850 Mio. Euro                     |

#### Österreich
In Österreich haben Lagerhaus, Obi, Bauhaus und Hornbach zusammen nahezu 90 % Marktanteil. Es gibt rund 870 Standorte mit zirka 1,57 Millionen Quadratmetern Verkaufsfläche.

#### Schweiz
| Unternehmen                    | Sitz      | Markteintritt | Anzahl der Filialen 2023 |
| ------------------------------ | --------- | ------------- | ------------------------ |
| Landi Schweiz AG               | Dotzigen  |               | 266                      |
| Jumbo (Division Coop)          | Basel     | 1974          | 111                      |
| Do it + Garden Migros          | Zürich    | 1959          | 50                       |
| OBI (Franchisenehmer Migros)   | Zürich    | 1999          | 10                       |
| Brico SA                       | Manno     | 1985          | 8                        |
| Hornbach Baumarkt (Schweiz) AG | Oberkirch | 2002          | 8                        |
| Bauhaus Fachcentren AG         | Belp      | 2006          | 5                        |
| Do it AG, Chur                 | Chur      | 1983          | 4                        |

## Große Baumarktketten
- Ace Hardware Corporation (USA, Indonesien, Malaysia, Philippinen, Dominikanische Republik, Ecuador, El Salvador, Guatemala, Honduras, Nicaragua, Panama, Peru, Venezuela, Amerikanisch-Samoa, Barbados, Belize, Bermuda, Kanada, Cayman-Inseln, Französisch-Polynesien, Grenada, Island, Jamaika, Mexiko, Niederländische Antillen, Palau, Puerto Rico, St. Lucia, St. Vincent und Grenadinen, Trinidad & Tobago, Vereinigtes Königreich, US-Jungferninseln, Westsamoa, Irak, Israel, Jordanien, Kuwait, Libyen, Malediven, Saudi-Arabien, V.A.E.)[10]
- Bauhaus (Schweiz, Deutschland und 13 weitere)
- bauMax (Auflösung 2015) (Österreich, Tschechien, Slowakei, Ungarn, Slowenien, Kroatien, Rumänien, Bulgarien, Türkei)
- BayWa Bau- und Gartenmärkte (Deutschland), dazu gehören WLZ Raiffeisen-Märkte
- Eurobaustoff über 1000 Fachhandelsstandorte in Europa (Marken: I&M Bauzentrum, Interbaustoff)
- Globus Baumarkt, seit Juli 2007 inklusive Hela (ehemals zu Distributa gehörend)
- Hagebau-Gruppe, mit hagebaumarkt sowie WERKERS WELT und Floraland
- Hellweg
- The Home Depot Inc. (USA)
- Hornbach
- Jumbo (Schweiz)
- Kingfisher-Gruppe (Großbritannien), dazu gehören u. a.: B&Q, Castorama
- Knauber
- Lagerhaus – Raiffeisen Ware Austria (Österreich)
- Lowe’s
- Adeo, dazu gehören unter anderem Leroy Merlin (Frankreich, Belgien, Spanien, Portugal, Italien, Griechenland, Polen, Russland, China, Brasilien, Türkei), Bricoman, Bricocenter, Aki, Weldom, KBane, Zôdio; die Groupe ADEO ist in Besitz der Association Familiale Mulliez
- Do it + Garden Migros (Schweiz)
- OBI Heimwerker und Freizeitbedarf Handels GmbH & Co. KG, Franchise-Unternehmen, Tengelmann-Gruppe (in der Schweiz ist Migros Franchisenehmer von OBI)
- Toom Baumarkt (ehemals Stinnes-Baumarkt), inkl. B1 Discount-Baumarkt (ehemals Zack). Seit Juni 2007 gehören dazu auch die – zu einer der beiden Vertriebslinien umfirmierten – früheren „Marktkauf Baumarkt“- und „Baudepot“-Märkte der AVA-Gruppe (damals Teil der Edeka-Gruppe). Toom Baumarkt gehört zur Rewe Group.

Daneben gibt es noch größere selbstständige Gartencenter und Holzfachmärkte, die nebenbei auch Baumarktartikel anbieten. Zum Teil gehören sie weiteren Einkaufs- und Marketingverbünden an.